# Primogenitura
Primogènit és el nom donat al primer dels fills mascles d'una família. Antigament la primogenitura era de molta importància en qüestions d'herència, privilegis i obligacions.

## Bíblia
Sota el sistema patriarcal, el fill major es convertia en el cap de la família a la mort del pare, i tenia autoritat sobre els altres membres mentre visquessin a la casa.
Sovint rebia la benedicció del pare i representava a la família davant les autoritats. Al primogènit li corresponia dos parts dels béns del seu pare, o siga el doble dels seus germans.
Sota la llei de Moisès un home que tingués més d'una esposa no podia prendre la primogenitura al seu fill major per donar-la al fill de l'esposa predilecta.
A la Bíblia Esaú era el primogènit d'Isaac, però el seu germà Jacob li comprà la primogenitura (amb un plat de llenties) per rebre la benedicció del seu pare en el seu lloc.
En el cas dels reis d'Israel, la primogenitura portava el dret a la successió al tron.
Jesús fou el primogènit del seu pare Josep, segons Lluc: 
«Quan arribà el dia de la purificació d'ells segons la Llei de Moisès, el pujaren a Jerusalem per presentar-lo al Senyor tal com està escrit a la Llei del Senyor: Tot mascle primogènit serà tingut com a consagrat al Senyor, i per oferir en sacrifici, com diu la Llei del Senyor, un parell de tórtores o dos colomins». (Lluc 2,22) 

## Vegeu.
- Germans de Jesús